# اجين
أجين (باليابانية: 亜人) مانغا يابانية من تأليف ورسم غامون ساكوراي. أقتبست إلى مسلسل أنمي تلفزيوني في عام 2015. وأقتبست إلى فيلم سينمائي في عام 2017.

## القصة
الأجين هم بشر لا يمكنهم الموت وعرفوا بالزومبي ظهروا لأول مرة قبل 17 سنة في معركة في أفريقيا ومنذ ذلك الحين تم اكتشاف المزيد منهم داخل المجتمع البشري، ومن أجل أن يجروا عليهم التجارب قررت الحكومة إعطاء مكافأة لمن يقبض على واحدٍ منهم.
في الوقت الحالي كان أحد طلاب المدارس الثانوية ويُدعى كي ناغي يتطلع للرحلة المدرسية في العطلة الصيفية،
غير أن حياته على وشك أن تتبدل على نحو غير متوقع.

## الشخصيات
- كِي ناجاي:قام بدوره مامورو ميانو.
- كايتو : قام بدوره يوشيماسّا هوسويا.
- توساكي : قام بدوره تاكاهيرو ساكوراي.
- ساتو : قام بدوره هوشو اوتسوكامن.
- إيزومي شيمومورا: قام بدورها ميكاكو كوماتسومن.
- تاناكا : قام بدوره دايسكي هياكا.

## وصلات خارجية
- اجين على موقع ANN manga (الإنجليزية)
- Ajin: Demi-Human
 عند أفترنون الشهرية (باليابانية)
- الموقع الرسمي (باليابانية)